# 民役
民役，又稱替代役或一般替代役，是不同于兵役的另一种服国民役的形式，如因良心拒服兵役、身體殘疾、健康欠佳，信仰、或是政治的原因。民役服务通常涉及某种形式的劳动，地点则通常在非盈利性质的政府机构，如康复中心或养老院。

## 另見
- 國民役（英语：National service）
- 兵役
- 徭役，古代強制國民作非軍事勞動，近似現代民役
- 徵兵
- 公共服務

## 批評
身體殘疾、健康不良的義務性（強制性）民役違反了國際勞工組織強制勞動公約成爲了問題。
違反強制勞動公約的例子有韓國兵役制度的現役服役對象的一部分在警察署或消防署服役的制度（轉換服務。在警察局服役的是戰鬥警察巡警，在消防署服役的是義務消防隊。類似於警察役和消防役。）和補充役；台灣兵役制度的替代役如果排除良心原因的代替役，也有違反強制勞動協議的嫌疑。